# タンポ

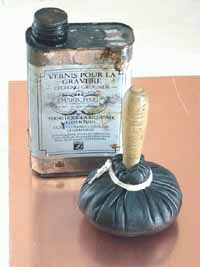
銅版画のタンポ(ダバー)

タンポは、拓本を採るときに墨をつけて叩く道具である。書や絵をかくときの筆に当たる。漢字では「短穂」あるいは「打包」と書く。
後述するように綿を丸めて球状にするところから、語感が似たタンポン（綿球）に由来する語と誤解されることがあるが、両者の間には特に関係ない。
綿などを布で包み、ボール状にして縛ってある部分を持ちやすいように棒状にする。昔は、かもじ（人毛）を真綿でくるんで紅絹（もみ）の布で包んで作ったが、現在はナイロン綿を目の細かい化繊布でくるんで作る。大きさは直径20センチメートルくらいのものから1センチメートルくらいまで用途に応じて作られる。一般に中国では固く括ったものが用いられるが、日本では比較的柔らかめのものが好まれる。
日本では、この形を流用して刀剣用のタンポが生まれた。これはタンポに砥石の粉末を内部に含ませて、日本刀の刀身を払拭するものである。また、槍術の練習用として、棒の先端にタンポをつけた「たんぽ槍」というものが用いられることもある。
主に拓本の道具として用いられるが、様々な版画制作時にも素材やつくりを変えることで、利用されている。孔版のステンシルという技法や、銅版画では絹や鹿皮で作られたもの(ダバー)を使用する。絹のものは、固形グランド（防食剤）を引きのばす時に使用し、皮製のものは版にインクを詰める時に使用される。